# Jonestown (Gujana)
Jonestown (oficjalnie Peoples Temple Agricultural Project) – osada w Gujanie, założona przez członków sekty Świątynia Ludu w połowie lat 70. XX wieku z polecenia Jamesa Warrena Jima Jonesa, przywódcy sekty, od którego nazwiska przyjęła też swoją nazwę. Miejscowość stała się znana po tym, gdy 18 listopada 1978 roku 909 jej mieszkańców popełniło największe w historii najnowszej zbiorowe samobójstwo.
Według świadka, członka sekty, Tima Cartera, był to masowy mord zaplanowany i dokonany na mieszkańcach Jonestown.
Zamierzeniem Jima Jonesa było założenie Jonestown jako utopii, dobrowolnej komunistycznej społeczności, jak mówił: „Wierzę w to, że jesteśmy najczystszymi istniejącymi komunistami”. Marceline Jones (jego żona) opisywała Jonestown jako „przeznaczone do życia dla socjalizmu, całkowitej ekonomicznej, rasowej i socjalnej równości. Żyjemy tutaj we wspólnocie”. Pod tym względem, podobnie jak restryktywne polityki Związku Radzieckiego, Kuby, Korei Północnej czy innych państw komunistycznych, Jim Jones nie zezwalał członkom na opuszczanie Jonestown.
W Georgetown (stolica pro-socjalistycznej ówcześnie Gujany), członkowie Świątyni Ludu prowadzili częste spotkania z przedstawicielami ambasad Związku Radzieckiego, Korei Północnej, Jugosławii i Kuby. Ich negocjacje prowadzone z przedstawicielami władz Związku Radzieckiego zawierały obszerne dyskusje możliwego tam przeniesienia i przedstawiciele Świątyni publikowali memoranda omawiające potencjalne miejsca wewnątrz Związku Radzieckiego, w których mogliby się osiedlić. Sharon Amos, Michael Prokes i inni członkowie Świątyni brali czynny udział w „Stowarzyszeniu Przyjaźni Gujańsko-Koreańskiej”, które sponsorowało dwa seminaria na temat koncepcji rewolucyjnych Józefa Stalina, północnokoreańskiego dyktatora Kim Ir Sena i chińskiego przywódcy Mao Zedonga.